# Pelsaert Island
Pour les articles homonymes, voir Pelsaert.
Pelsaert Island est l'une des îles du Pelsaert Group, qui est le plus au sud des trois groupes d'îles qui composent la chaîne d'îles Houtman Abrolhos en Australie occidentale.

## Description
Le groupe est composé d'un certain nombre d'îles, dont les plus grandes sont Gun Island, Middle Island et Pelsaert Island elle-même.
L'île est un site ornithologique important,,.
L'île et le groupe abritent les véritables récifs coralliens les plus au sud de l'océan Indien.

## Histoire
Le groupe et l'île doivent leur nom au capitaine du HMS Beagle, qui a cartographié la zone, le commodore François Pelsaert de la flotte commerciale de la Compagnie néerlandaise des Indes orientales, dont le navire, le « Batavia », a fait naufrage et a coulé dans le groupe d'îles Wallabi au nord. Le capitaine a vu une épave sur l'île, a supposé à tort qu'il s'agissait du Batavia et l'a nommée d'après Pelsaert,.